# Ducula galeata
La dúcula de las Marquesas o dúcula de Marquesas (Ducula galeata) es una especie de ave de la familia de los colúmbidos. Se trata de un endemismo de la isla Nuku Hiva en las Marquesas de la  Polinesia francesa. Habita en algunos de los valles de la parte occidental de la isla.  
Se trata de la paloma más grande al margen de las palomas coronadas, con un peso aproximado de 900 gramos y una longitud de 55 cm. 

## Hábitat
Originalmente la especie se encontraba distribuida a lo largo de toda la isla, cubierta casi completamente por bosques. En la actualidad su distribución está limitada básicamente a los bosques entre 200 y 1500 m sobre el nivel del mar. 

## Comportamiento
A la Dúcula de las Marquesas se la suele ver sola o en parejas, a menudo posada en un frutal. No es tímida y permite que los observadores se acerquen bastante mientras se alimenta. Se nutre principalmente de frutos como Mangifera indica (un mango), Psidium guajava (una guava) y otros frutos de los géneros Ficus, Cordia y Eugenia. 

## Estatus
Anteriormente clasificada por el IUCN como especie en peligro crítico de extinción con una población estimada de menos de 150 adultos, se pensaba que podría ser más numerosa de lo asumido. Por ello se hizo un estudio para evaluar su población, que estimó que en la isla habitaban entre 150 y 300 aves en total, por lo que en 2008 su estatus pasó a especie en peligro de extinción. Aun así sigue siendo un ave extremadamente rara, aunque los esfuerzos de conservación parecen haber evitado por el momento su extinción. Probablemente nunca fue un ave común pero la degradación de su hábitat y la caza excesiva han reducido considerablemente su número. 
Algunos autores apuntan a que la especie pudo habitar anteriormente en otras islas del archipiélago de las Marquesas, como las Islas Cook, Islas de la Sociedad y Isla Pitcairn. Sin embargo, la mayoría de los investigadores piensan que las formas extintas eran probablemente especies distintas del género Dúcula. 